# Claussenomyces olivaceus
Claussenomyces olivaceus är en svampart som först beskrevs av Karl Wilhelm Gottlieb Leopold Fuckel, och fick sitt nu gällande namn av Sherwood 1981. Claussenomyces olivaceus ingår i släktet Claussenomyces och familjen Helotiaceae.   Inga underarter finns listade i Catalogue of Life.